# Bergholm (i Pemarfjärden, Pargas)
Bergholm, finska: Kalliosaari, är en ö i Finland. Den ligger i Skärgårdshavet och i kommunen Pargas i landskapet Egentliga Finland, i den sydvästra delen av landet. Ön ligger omkring 20 kilometer sydöst om Åbo och omkring 140 kilometer väster om Helsingfors.
Öns area är 0,8 hektar och dess största längd är 140 meter i nord-sydlig riktning. I omgivningarna runt Bergholm växer i huvudsak blandskog. Runt Bergholm är det glesbefolkat, med 10 invånare per kvadratkilometer. Närmaste större samhälle är Pargas, 10,2 km väster om Bergholm.